# Sommet mondial sur la sécurité alimentaire 2009
Le Sommet mondial sur la sécurité alimentaire a eu lieu à Rome (Italie) du 16 au 18 novembre 2009. La décision d’organiser le Sommet avait été prise par le Conseil de l’Organisation des Nations unies pour l'alimentation et l'agriculture (FAO) en juin 2009 après la proposition du Directeur général de la FAO Jacques Diouf. Soixante chefs d’État et de Gouvernement et 192 ministres de 182 pays et de la Communauté Européenne ont participé au Sommet qui a eu lieu au siège de la FAO.

## Contexte
D’après la FAO, l’insécurité alimentaire mondiale s’est aggravée et continue de constituer une dangereuse menace pour l’humanité. Selon les estimations de la FAO, le nombre de personnes victimes de la faim pourrait croître de 100 millions en 2009 et dépasser le seuil du milliard. Les prix des denrées alimentaires se maintiennent à des niveaux obstinément élevés dans les pays en développement, pendant que la crise économique mondiale qui se répercute sur l’emploi et exacerbe la pauvreté qui ne fait qu’aggraver la situation.

## Objectifs
L’objectif principal du Sommet est éradiquer la faim. Pour attendre à cet objectif, un système de gouvernance de la sécurité alimentaire plus cohérent et efficace doit être mis en place. Il sera nécessaire d’avoir des règles et des mécanismes pour assurer des revenus suffisants pour les agriculteurs. Il faudra mobiliser les investissements dans l’infrastructure agricole et mettre en place des systèmes de première alerte aux crises économiques.

## Accomplissements
Le Sommet a adopté à l'unanimité une déclaration renouvelant l'engagement de tous les pays de la planète à prendre aussitôt que possible des mesures pour éliminer durablement la faim de la surface de la terre. La déclaration s'engage à augmenter substantiellement l'aide à l'agriculture dans les pays en voie de développement pour rendre plus autosuffisant le milliard d'affamés dans la planète. La Déclaration a confirmé l'objectif actuel de réduire de moitié le nombre de personnes sous-alimentées d'ici à 2015. Les pays ont également décidé d’inverser la tendance à la diminution des financements nationaux et internationaux consacrés à l’agriculture, de promouvoir de nouveaux investissements dans ce secteur, d’améliorer la gouvernance des questions mondiales relatives à l’alimentation en partenariat avec les parties prenantes concernées des secteurs public et privé, et d’affronter de manière proactive les défis que pose le changement climatique en matière de sécurité alimentaire.

## Fonds
La FAO avait annoncé en juillet que l’Arabie saoudite avait convenu de financer le Sommet, pour une estimation d’environ 2,5 milliards $. L’offre avait été faite pendant une visite officielle de Jacques Diouf dans le pays.

## Événements associés
Les résultats de trois événements liés et antérieurs au Sommet ont contribué au débat : un forum du secteur privé (Milan 12-13 novembre), une réunion inter-parlementaire (Rome, 13 novembre) et un forum de la société civile (Rome, 14-16 novembre).
La FAO considère que trois événements en octobre 2009 ont balisé le terrain au Sommet. Il s'agit :
- d'un forum d'experts de haut niveau sur la manière de nourrir le monde en 2050, le 12-13 octobre,
- d'un Comité de la sécurité alimentaire mondiale, du 14 au 17 octobre;
- et de la journée mondiale de l'alimentation (16 octobre 2009).

Le lancement de la Campagne pour le milliard d'affamés chroniques s'est fait une semaine avant le Sommet.
Le Directeur général de la FAO Jacques Diouf avait annoncé auprès d'un forum du secteur privé le 12 novembre que l'importance du secteur privé a augmenté grâce à la privatisation, à la globalisation et à la transformation de la chaîne alimentaire .
À la veille du sommet, le directeur général de la FAO a commencé une grève de la faim de 24 heures pour inciter à l'éradication de la faim et en solidarité avec le milliard de personnes qui souffrent de faim chronique. Il avait incité les personnes de bonne volonté dans toute la planète à le joindre dans une grève globale cette fin de semaine.
Lundi 16 novembre la FAO a affirmé que l'accord pour un changement climatique à la Conférence de Copenhague (du 7 au 18 décembre 2009) est crucial dans la lutte contre la faim globale, que le Président du Brésil a décrit comme "l'arme la plus dévastatrice de destruction massive"[réf. nécessaire].

## Webographie

### Documents associés au Sommet
- Agriculture : La FAO signe un accord d'1 milliard de dollars avec une banque
- Ban Ki-moon parle de "crise alimentaire"
- Les points clés de la déclaration du sommet mondial
- Ban Ki-moon : «Il y aura un accord à Copenhague»